# Hageniella sikkimensis
Hageniella sikkimensis är en bladmossart som beskrevs av Brotherus 1910. Hageniella sikkimensis ingår i släktet Hageniella och familjen Sematophyllaceae. Inga underarter finns listade i Catalogue of Life.